# Храм Светог пророка Илије у Кожухама
Храм Светог пророка Илије у Кожухама, насељеном месту на територији града Добоја, припада Епархији зворничко–тузланској Српске православне цркве. Кожушка парохија основана је 1882. године. Парохију чини селa Кожухе и Скиповац.

## Историјат[1]
Храм Светог пророка Илије у Кожухама је је димензија 16х7,5 метара. Градња храма почела је 1971. године, а 6. септембра исте године темеље је освештао протојереј Јован Гајић. Након завршене градње храм је освештао 22. октобра 1972. године епископ зворничко-тузлански Лонгин Томић.
Стари иконостас од мермера израдио је Миле Кекић из Добоја, а иконе у српско-византијском стилу живописао је Александар Васиљевић из Модриче. Овај стари иконостас замијењен је новим који је израдио Миладин Цвијановић из Осјечана. Нове иконе на иконостасу живописао је Горан Пешић из Чачка.

## Филијални храмови
Филијални храмови Кожушке парохије су
- Храм Преподобног Сисоја Великог у Палежници Горњој[2]
- Храм светог Григорија Чудотворца у Сјениној Ријеци[3]
- Храм Покрова Пресвете Богородице у Скиповцу[4]